# Río Amato
El Amato o Lamato (antiguo Lametos) es un río italiano de Calabria, que nace en La Sila Pequeña y desemboca en el golfo de Santa Eufemia (mar Tirreno), después de un recorrido de 56 km que interesa una cuenca hidrográfica de 412 km². 

## Nacimiento

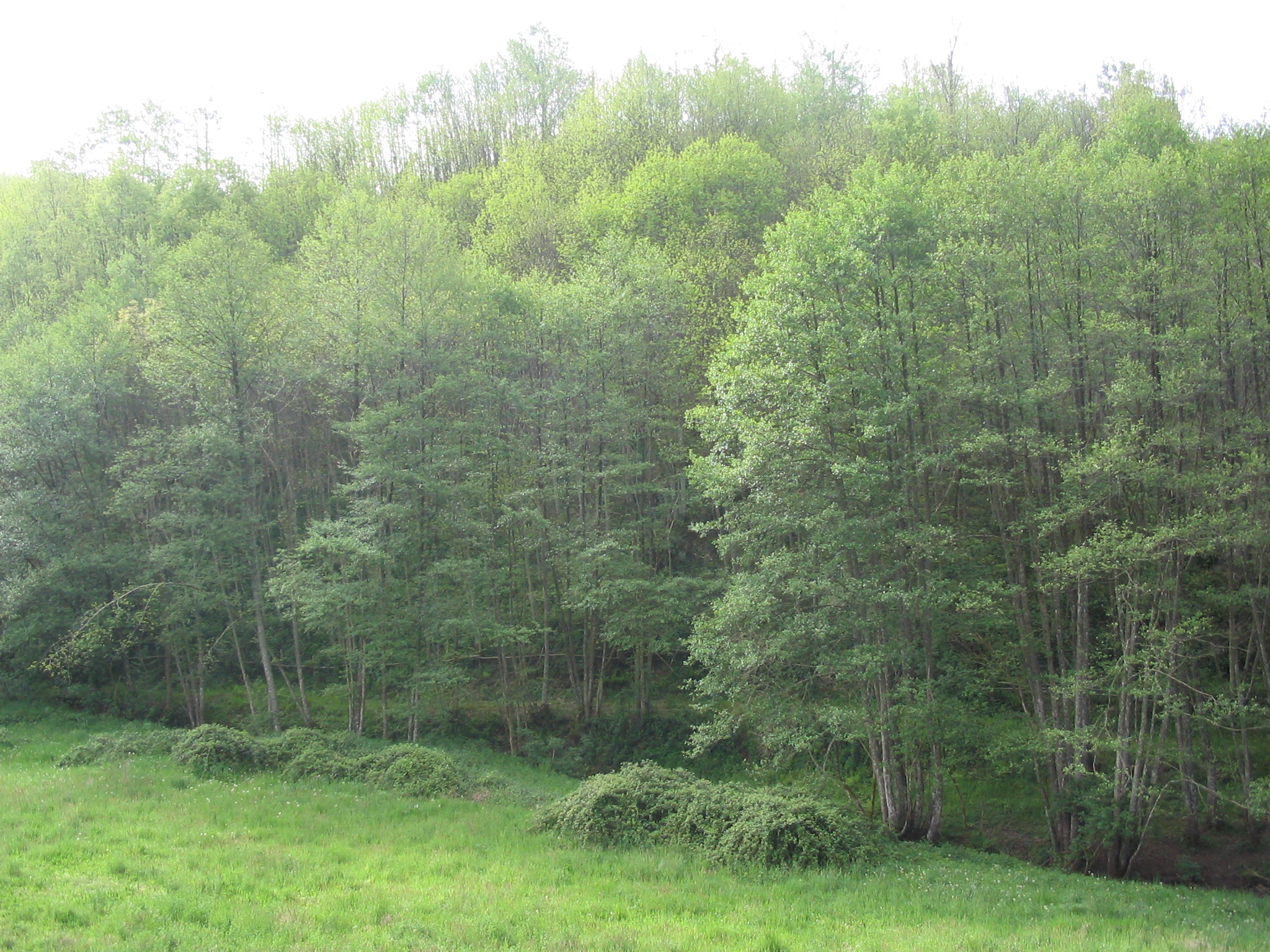
Soveria Mannelli, Torrente Occhiorosso, naciente del Amato

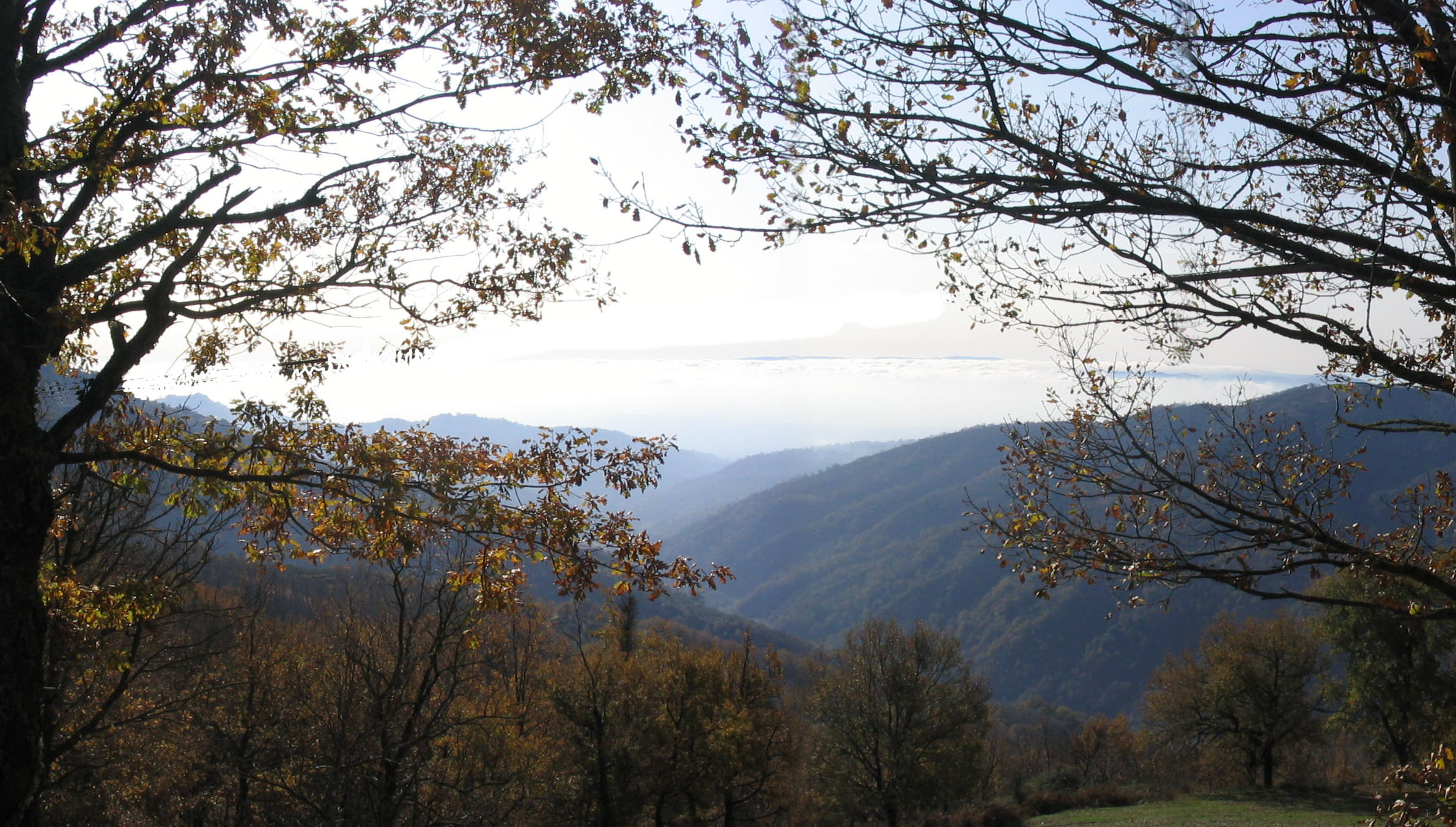
San Pietro Apostolo,
Valle del Amato

El Amato nace en algunos contrafuertes de la Sila Pequeña que se alzan en la parte más septentrional del término de Soveria Mannelli a los pies de la localidad Rosello e Pantano, donde recoge las aguas de dos torrentes, Sabettella y Occhiorosso que se unen en la localidad de "Ponte" dando origin al curso del río, de aquí en adelante conocido como Amato. 

## Curso
Inmediatamente después de su nacimiento, el Amato desciende hacia el sur-este constituyendo el límite natural entre los términos municipales de Decollatura y de Soveria Mannelli. Después de recibir el torrente Galice di Stocco, recorre la Piana di Santa Margherita y se acerca al río Corace llegando a breve distancia entre ellos, un kilómetro, en las proximidades de la estación ferroviaria de "Serrastretta-Carlopoli" de las Ferrovie della Calabria. En las proximidades de Tiriolo, mientras el Corace se dirige hacia el mar Jónico, el Amato va al oeste, recorre todo el territorio puesto entre Pianopoli y Maida, atraviesa los términos de Amato, Miglierina y Marcellinara, creciendo con los aportes del Pesipe, su mayor afluente por la izquierda, y del Sant'Ippolito, su afluente por la derecha. Surca al final la llanura de Santa Eufemia, recibiendo en su último tramo el canale delle Canne y el torrente Piazza que bañan la localidad de Lamezia Terme, para desembocar al fin en el mar Tirreno en las proximidades de la localidad de Sant'Eufemia Lamezia. 